# PCSK9
PCSK9 es una proteína enzimática presente en la sangre con actividad endoproteasa. Tiene un papel muy importante en la regulación del metabolismo del colesterol. El nombre es un acrónimo de su denominación en inglés (Proprotein Convertase Subtilisin Kexin 9), es decir proproteína convertasa subtilisina/kexina tipo 9.  PCSK9 se une de forma selectiva al mismo receptor celular al que se unen las lipoproteínas de baja densidad (LDL), formando un complejo que sufre endocitosis y posterior hidrólisis y degradación en el retículo endoplasmático de las células. Por lo tanto, PCSK9 disminuye la densidad de receptores LDL en la membrana celular, aumentando de forma indirecta la concentración de LDL colesterol en el plasma sanguíneo. Se han desarrolla varios medicamentos que disminuyen las cifras de colesterol en sangre inhibiendo el PCSK9, entre ellos alirocumab y evolocumab que se unen selectivamente a la PCSK9 inactivándola e inclisirán que impide su síntesis.